# Thích Đôn Hậu
Hòa thượng Thích Đôn Hậu (sinh 16-2-1905 tại làng Xuân An, tổng An Đồn, phủ Triệu Phong, tỉnh Quảng Trị, mất 23-4-1992 tại Chùa Linh Mụ, thành phố Huế). Ông là Đại biểu Quốc hội khóa VI nước Cộng hòa Xã hội Chủ nghĩa Việt Nam và là Đệ tam Tăng thống Giáo hội Phật giáo Việt Nam Thống nhất, cũng như Phó Pháp chủ kiêm Giám luật Hội đồng Chứng minh Trung ương Giáo hội Phật giáo Việt Nam.

## Tiểu sử

### Thời niên thiếu và học vấn
Thích Đôn Hậu xuất thân trong một gia đình có truyền thống Nho học. Cha là cụ Diệp Văn Kỷ, một vị lương y nổi tiếng, về sau ông xuất gia học Phật, khai lập chùa Long An (Quảng Trị) và kế thế trụ trì chùa Sắc Tứ Tịnh Quang. Mẹ là cụ bà Nguyễn Thị Cựu, mất sớm khi ông vừa lên 9 tuổi.
Năm 19 tuổi (1923) ông làm lễ xuất gia tại chùa Tây Thiên. Năm 1927, ông theo học trường Phật học Thập Tháp tại tỉnh Bình Định, lúc trường mới khai mở. Năm 1932, khi Hội An Nam Phật học ra đời, mở trường Trung học, Đại học Phật giáo tại Tây Thiên, ông tiếp tục theo học chương trình Đại học tại đây.

### Giảng dạy và hoạt động Phật pháp
Ngay từ lúc còn học Đại học tại Tây Thiên, ông đã được mời làm Giảng sư của Hội An Nam Phật học. Năm 1936, khi tốt nghiệp Đại học Phật giáo, với tuổi 32, ông được mời làm Giáo sư cho Phật học đường Báo Quốc. Từ đó Thích Đôn Hậu đã góp phần tích cực cho phong trào chấn hưng Phật giáo, và là giảng sư nòng cốt của Hội Việt Nam Phật học. Ngoài việc đã đi giảng dạy khắp các tỉnh miền Trung, nhất là tại Đà Nẵng và Quảng Nam, năm 1940 và 1942, ông còn sang thuyết giảng ở một số tỉnh có đông Việt kiều tại Lào.
Năm 1945, ông lên giữ chức Chánh Hội trưởng Hội An Nam Phật học (Thừa Thiên). Cũng trong năm này, ông nhận chức trụ trì Quốc Tự Linh Mụ, Huế. Sang năm 1946, ông làm Chủ tịch Phật giáo Liên hiệp Trung bộ.
Năm 1949, ông lên giữ chức Chánh hội trưởng Tổng Trị sự hội Phật học Trung phần.
Năm 1956, ông thành lập và làm Chủ nhiệm Liên Hoa văn tập, 1958 được đổi tên thành Liên Hoa nguyệt san.
Năm 1963, ông tham gia trong hàng ngũ lãnh đạo phong trào đấu tranh chống chính sách kỳ thị, đàn áp Phật giáo của chính quyền Ngô Đình Diệm và bị bắt ngày 20 tháng 8 năm 1963 tại chùa Diệu Đế.
Năm 1964, Giáo hội Phật giáo Việt Nam Thống nhất được thành lập, ông được giữ chức Chánh Đại diện miền Vạn Hạnh.
Năm 1968, ông được mời tham gia Mặt trận Dân tộc Giải phóng miền Nam (cùng lúc với Lê Văn Hảo, nguyên Chủ tịch UBND Cách mạng Thành phố Huế), ông vào chiến khu, sau đó được đưa ra Hà Nội.

### Sau khi đất nước thống nhất

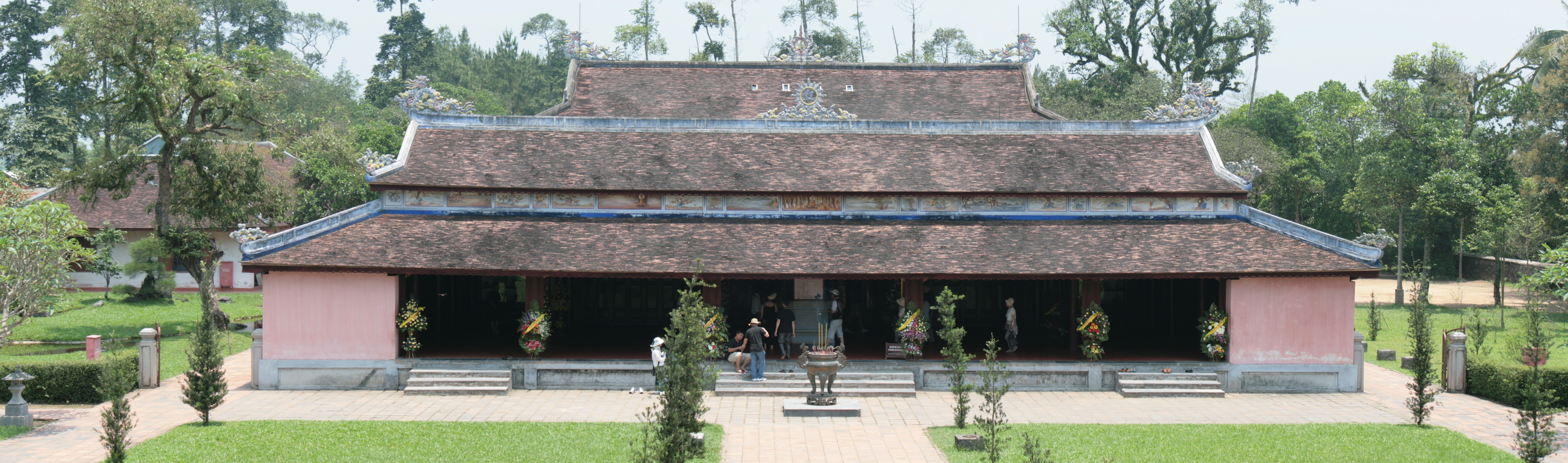
chùa Thiên Mụ - nơi ngài trụ trì

Sau 1975, ông trở về chùa Linh Mụ và sau đó được mời làm cố vấn cho Ban chỉ đạo Viện Hóa Đạo Giáo hội Phật giáo Việt Nam Thống nhất.
Năm 1976, ông đắc cử Đại biểu Quốc hội khóa VI nước Cộng Hòa Xã hội Chủ nghĩa Việt Nam. Cũng chính trong năm này, ông được mời giữ chức Ủy viên Đoàn Chủ tịch Ủy ban Trung ương Mặt trận Tổ quốc Việt Nam.
Năm 1977, Đại hội kỳ VII Giáo hội Phật giáo Việt Nam Thống Nhất tại Ấn Quang, ông được suy cử vào Hội đồng Trưởng Lão của Giáo hội và giữ chức vụ Chánh Thư ký Viện Tăng Thống. Năm 1978, ông chính thức lên tiếng phản đối chính quyền trong vụ việc bắt giam những nhà lãnh đạo của Giáo hội Phật giáo Việt Nam Thống Nhất. Ông đã cương quyết đòi chính quyền phải trả tự do cho các nhà tu hành này, trong đó có Hòa thượng Thích Thiện Minh, Hòa thượng Thích Huyền Quang, Hòa thượng Thích Quảng Độ...
Sau khi Giáo hội Phật giáo Việt Nam Thống nhất bị cấm, như việc Cô nhi viện Quách Thị Trang bị trưng dụng tháng 3 năm 1977, Viện Đại học Vạn Hạnh cũng bị nhà nước buộc phải đóng cửa, nhà xuất bản Lá Bối cũng phải ngưng hoạt động., ban lãnh đạo Giáo hội đã gửi thư đòi thực thi tự do tôn giáo thì chính phủ phản ứng với lệnh bắt giam sáu thành viên lãnh đạo, trong đó có Hòa thượng Thích Huyền Quang, Thích Quảng Độ và Thích Thiện Minh. Thượng tọa Thích Thiện Minh sau đó đã chết trong trại giam. Để phản đối hành động này Hòa thượng Thích Đôn Hậu tuyên bố rút ra khỏi Mặt trận Tổ quốc và từ chức đại biểu Quốc hội.
Năm 1979, khi đức Đệ nhị Tăng Thống, Hòa thượng Thích Giác Nhiên, viên tịch, Hội đồng Lưỡng Viện bèn mời ông kiêm chức vụ Xử lý Viện Tăng Thống.

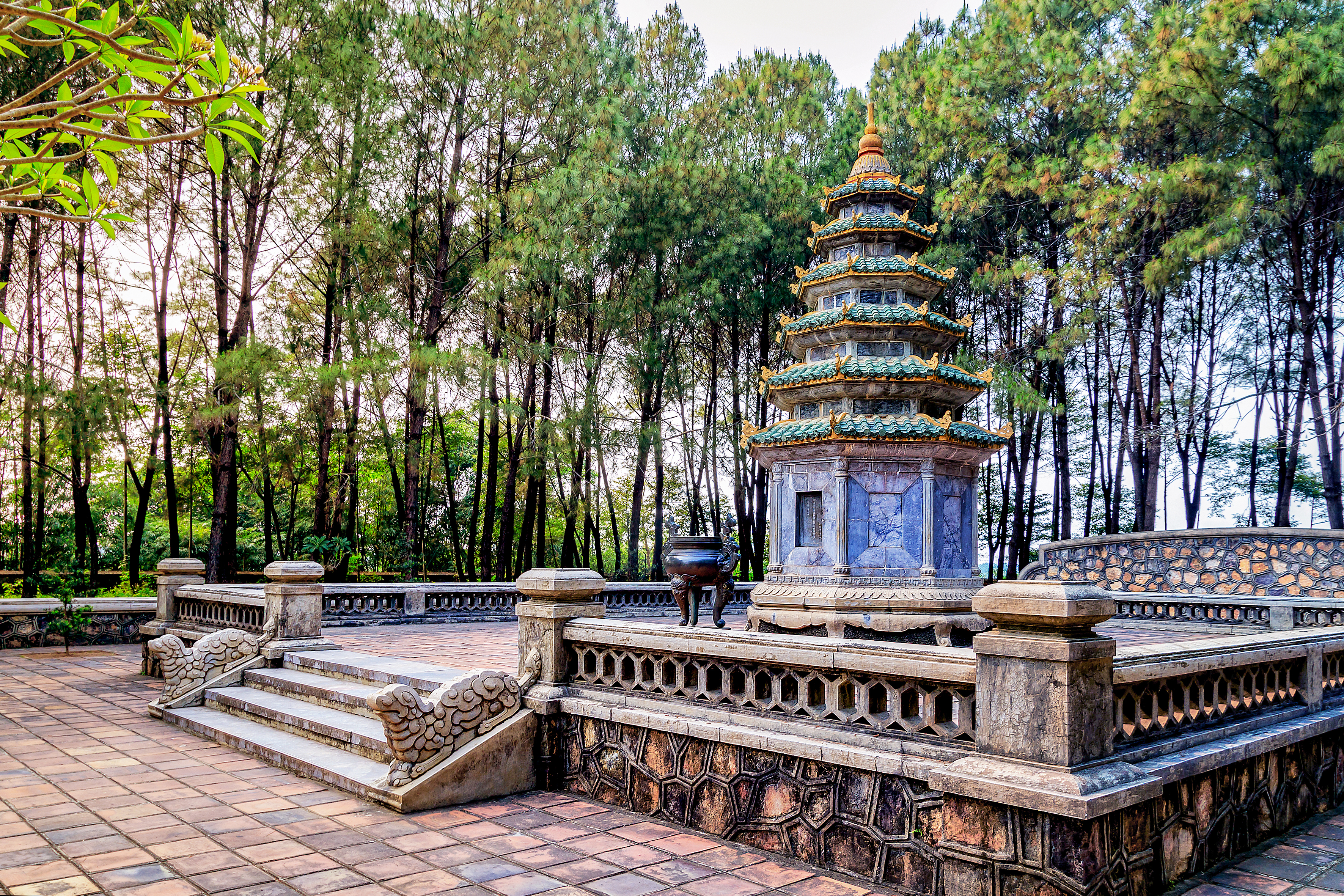
Tháp mộ Hòa thượng Thích Đôn Hậu trong khuôn viên chùa Thiên Mụ

Năm 1981, Giáo hội Phật giáo Việt Nam được thành lập. Hòa thượng Thích Đôn Hậu được cung thỉnh làm Đệ nhất Phó pháp chủ kiêm Giám luật. Ít lâu sau, ngày 8 tháng 2 năm 1982, ông viết thư từ chức Đệ nhất Phó Pháp chủ kiêm Giám luật.
Ngày 23.4.1992 Đại lão Hoà thượng Thích Đôn Hậu đã viên tịch tại chùa Linh Mụ, Huế, thọ 88 tuổi. Theo AFP từ Hà Nội, tang lễ của Đại lão Hoà thượng Thích Đôn Hậu đã diễn ra ngày 3.5.92 ở Huế trong sự yên tĩnh mặc dù trước đó có sự căng thẳng giữa chính quyền và một số nhà lãnh đạo Phật giáo, phát xuất từ việc chính quyền Việt Nam muốn tang lễ của Đại Hoà Thượng theo nghi thức cấp nhà nước vì lẽ ông đã tham gia đấu tranh chống Pháp và chống Mỹ và là Phó Pháp chủ Giáo hội Phật giáo Việt Nam. Một bộ phận của giới lãnh đạo Phật giáo đã chống lại chủ trương đó của chính quyền vì, theo họ, nó không phù hợp với ý muốn của người quá cố. Theo các nguồn tin phương Tây ở Huế, một nhà sư đã doạ sẽ tự thiêu và bốn nhà sư đã tuyệt thực ở chùa Linh Mụ..

### Những tư liệu cần biết thêm
Vào năm 1966, ngài đã mạnh dạn tuyên bố tại chùa Diệu Đế: "Chúng tôi sẽ tổ chức di dư cho toàn thể Tăng Tín Đồ Phật Giáo đến bất kỳ quốc gia nào trên thế giới và sẽ trở về tổ quốc khi nào có được một chế độ đàng hoàng hơn, trong sạch hơn".
Trong Thông Điệp Phật Đản năm 1982, Phật lịch 2526, ngài đã viết: "Có sống hòa hợp mới mong làm tròn nhiệm vụ của người con Phật đối với đại sự mở bày tri kiến Phật của Đức Từ Phụ mới mong làm nên những sự nghiệp ích nước lợi dân. Điều này có nghĩa rằng: sống hòa hợp là điều kiện tối yếu cho sự tiến tu, và sự tiến tu chỉ có thể được thực hiện nếu có sống hòa hợp".
Trong lời giới thiệu Luật Tứ Phần Tỳ Kheo Ni Sao, ngài đã cẩn trọng nhắc nhở: "Những ai thường thao thức cho sự giải thoát của chính mình và sự tồn tại mãi mãi của Đạo Phật ở thế gian, thì việc cần yếu nhất là phải luôn luôn tôn trọng và nghiêm trì tịnh giới. Bằng ngược lại, tức là chính chúng ta đã làm cho Chánh pháp bị lu mờ và bản thân chúng ta bị sa đọa chứ không phải do một thế lực nào có thể đày đọa chúng ta hoặc bắt chúng ta phải bỏ đạo".
Ngài đã cảm tác bốn câu kệ sau đây:
Hành thâm Tỳ Ni tạng
Giới thể tịnh trang nghiêm
Định lực tồi ma đạo
Tuệ quang chiếu giác viên
Cố Hòa Thượng Thích Trí Thủ đã ca ngợi công đức của ngài bằng hai câu đối:
Thánh giả thôn châm, thiên nhơn củng thủ
Không sanh thuyết pháp, ngoan thạch điểm đầu.
Thầy Tuệ Sỹ dâng ngài hai câu đối để tán thán công đức của ngài như sau:
Thiên chu mê vụ, cử trạo kích kinh đào, thanh đoạn cửu thiên, trường xướng vô sanh vô ngã.
Kiều mộc tằng nham, phất vân khuy hạo nguyệt, ảnh phù không dã, thùy tri tức vọng tức chơn.